# Corrado Annicelli
Corrado Annicelli (* 1. September 1905 in Neapel; † 28. August 1984 in Rom) war ein italienischer Schauspieler.

## Leben
Annicelli wurde, knapp zwanzigjährig, von Dora Menichelli für die Rolle eines Offiziers in der Komödie Guerra in tempo di pace am „Teatro Alfieri“ in Turin inszeniert. Bis zum Ende der 1930er Jahre folgten viele Rollen als jugendlicher Held, da Annicelli mit seiner großgewachsenen, schlanken Statur und leicht asiatisch anmutender Augenpartie, mit schwarzem Haar und gewinnendem Lächeln dem damals gefragten Typ zu größten Teilen entsprach. So spielte er dieses Charakterfach neben den großen Mimen und Darstellerinnen der Zeit wie Lamberto Picasso, Antonio Gandusio, Marta Abba, Dina Galli oder Ruggero Ruggeri; im Ensemble des letzteren blieb er acht Jahre, bis 1945. Mit Emma Gramatica ging er 1946 auf eine ausgedehnte Südamerikatournee, anschließend spielte er wieder mit Picasso und dann mit Paola Barbara und Loris Gizzi 1949/1950. Nach Ausflügen zum Dialekttheater war 1953 Come tu mi vuoi neben Marta Abba ein großer Erfolg.
Annicelli, der während des Krieges auch für das Radio gearbeitet hatte, war – nach zwei Auftritten in den 1930er Jahren – ab 1951 in Nebenrollen von Filmen zu sehen. Bis 1975 listet seine Filmografie knapp vierzig Filme und ab Mitte der 1960er Jahre auch einige Fernsehserien.

## Filmografie (Auswahl)
- 1934: Si fa così
- 1952: Die Blinde von Sorrent (La cieca di Sorrento)
- 1952: Vom Landpfarrer zum Papst (Gli uomini non guardano il cielo)
- 1953: Nero – der Untergang Roms (Nerone e Messalina)
- 1956: Too, Peppino und das leichte Mädchen (Totò, Peppino e la… malafemmina)
- 1960: Küste der Piraten (I pirati della costa)
- 1961: Der Letzte der Wikinger (L'ultimo dei Vikinghi)
- 1961: Der schwarze Brigant (Il segreto dello sparviero nero)
- 1961: Unser Bursche, der Herr Professor (Gli attendenti)
- 1964: Das Geheimnis der chinesischen Nelke
- 1964: Der Sohn von Cäsar und Cleopatra (Il figlio di Cleopatra)
- 1966: Für 1000 Dollar pro Tag (Per mille dollari al giorno)
- 1972: Lo chiamavano Verità
- 1974: Der Zeuge muß schweigen (Il testimone deve tacere)
- 1975: Cagliostro
- 1975: Ein göttliches Geschöpf (Divina creatura)
- 1978: Storie della Camorra (Fernsehserie)